# Nintendo DSi
Nintendo DSi (ニンテンドーDSi Nintendō Dī Esu Ai) és el nom que rep la consola de setena generació de Nintendo, una variant de la Nintendo DS, tot i que en aspecte s'assembla més a la Nintendo DS Lite.

## Característiques
La Nintendo DSi pateix canvis importants envers la saga de les Nintendo DS. El més rellevant i notable a ull del comprador són les dues càmeres que inclou, que augmenten considerablement el nombre de possibilitats. A més, conserva la famosa tactilitat de la saga, és un pèl més petita que la DS Lite i pot connectar-se a una botiga online on hi ha jocs exclusius, anomenada DSiWare.

## Significat del nom
El nom DSi és, òbviament, Nintendo DS més la lletra i. La lletra i prové de la paraula anglesa eye ("ull"), que es pronuncia igual que la lletra i en anglès. Es fa referència a la paraula "ull" a causa de les dues càmeres que inclou.